# Emiliano Velázquez
Emiliano Velázquez, vollständiger Name  Emiliano Daniel Velázquez Maldonado (* 30. April 1994 in Montevideo) ist ein uruguayischer Fußballspieler.

## Karriere

### Verein
Der 1,77 Meter große Abwehrspieler Velázquez steht mindestens seit der Clausura 2012 im Erstligakader Danubios. In dieser Halbserie ist für ihn ein Einsatz in der Primera División verzeichnet. In der folgenden Spielzeit 2012/13 bestritt er 24 Partien, wobei er jedes Mal in der Anfangsformation stand. In der Spielzeit 2013/14 trug er als Stammspieler mit einschließlich der Saisonfinalspiele absolvierten 32 weiteren Erstligabegegnungen sowie zwei erzielten Treffern zum Gewinn des Torneo Apertura 2013 und der uruguayischen Meisterschaft bei. In jener Saison wurde er nach Angaben der spanischen Zeitung Marca zum besten Verteidiger der uruguayischen Liga gewählt. Am 26. August 2014 wurde sein Wechsel zu Atlético Madrid vermeldet, wo er einen Fünfjahresvertrag erhielt. Atlético verlieh Velázquez jedoch umgehend weiter an den ebenfalls in der spanischen Primera División spielenden FC Getafe. Bei den Madrider Vorstädtern debütierte er am 28. September 2014 in der Partie des 6. Spieltags gegen den FC Málaga mit einem Startelfeinsatz in der Liga. In der Saison 2014/15 wurde er 27-mal (ein Tor) in der Liga eingesetzt. Nachdem er anschließend zunächst zu Atlético Madrid zurückkehrte und mit der von Diego Simeone trainierten Mannschaft an der Japan- und China-Tournee in der Saisonvorbereitung teilnahm, wurde er im August 2015 für eine weitere Spielzeit an Getafe ausgeliehen. In der Spielzeit 2015/16 absolvierte er elf Erstligaspiele und erzielte drei Tore. Anschließend bestritt er die Saisonvorbereitung bei Atlético Madrid. Im August 2016 wurde er sodann für eine Saison an Sporting Braga ausgeliehen. Bis Saisonende lief er für die Portugiesen sechsmal in der Liga (kein Tor), zweimal im Liga-Pokal (ein Tor) und zweimal in der Europa League (ein Tor) auf. Im Juli 2017 wurde sodann seine Rückkehr zum FC Getafe vermeldet. Ende August wurde er für eine Spielzeit an Rayo Vallecano verliehen. Diese verpflichteten ihn im Anschluss fest. Nach drei weiteren Jahren bei Vallecano wechselte er im Sommer 2021 nach Brasilien zum FC Santos. Bei dem Klub blieb er bis Juli 2022, dann kündigte er seinen Vertrag und wechselte Velázquez nach Mexiko zum FC Juárez. In einem Ligaspiel gegen UNAM Pumas am 1. Oktober 2022 erlitt einen Wadenbeinbruch.

### Nationalmannschaft
Velázquez, der inklusive seines Debüt unter Fabián Coito am 28. Oktober 2008 im Rahmen des Torneo Val de Marne insgesamt 20 mal für die U-15 seines Heimatlandes spielte und dabei ein Tor schoss, nahm mit Uruguay an der U-15-Südamerikameisterschaft 2009 in Bolivien teil. Er war auch Mannschaftskapitän der uruguayischen U-17-Nationalmannschaft, die bei der U-17-Fußball-Weltmeisterschaft 2011 bis ins Finale vorstieß und Vize-Weltmeister wurde. Bereits bei der U-17-Südamerikameisterschaft jenes Jahres war er Teil des Kaders. Seit seinem ersten U-17-Einsatz am 25. Juni 2010 absolvierte er 39 Länderspiele in dieser Altersklasse und erzielte drei Treffer. Am 6. Juni 2012 stellte ihn Juan Verzeri erstmals in einem Länderspiel der U-20 auf. Gegner war seinerzeit das US-amerikanische Team. Velázquez gehörte dem Aufgebot der uruguayischen U-20-Auswahl bei der U-20-Fußball-Südamerikameisterschaft 2013 in Argentinien an. Dort absolvierte er acht Spiele, allesamt in der Startelf. Im Mai 2013 wurde er als Kapitän der uruguayischen U-20 geführt. Nachdem er sich in einem Freundschaftsspiel gegen Paraguay in Florida kurz zuvor noch den Ellenbogen ausgerenkt hatte, konnte er schließlich im Juli 2013 dennoch an der U-20-Fußball-Weltmeisterschaft 2013 in der Türkei teilnehmen und wurde Vize-Weltmeister mit Uruguay. Im Verlaufe des Turniers bestritt er aufgrund der Folgen seiner Verletzung nur zwei Partien, kam dabei aber im Finale zum Zuge. Bis zum 5. Juli 2013 führt der uruguayische Fußballverband AUF 22 Länderspiele der U-20 mit Velázquez’ Beteiligung. Dabei gelang ihm ein Tor.
Für das WM-Qualifikationsspiel am 10. September 2013 gegen Kolumbien wurde er erstmals ins Aufgebot der uruguayischen A-Nationalmannschaft berufen, als Trainer Tabárez infolge der angespannten Personalsituation aufgrund zweier Gelbsperren von Diego Lugano und Diego Godín sowie potentieller verletzungsbedingter weiterer Ausfälle Velázquez und Gastón Silva nachnominierte. Für die beiden Freundschaftsländerspiele am 10. und 13. Oktober 2014 gegen Saudi-Arabien und den Oman wurde er erneut von Trainer Óscar Tabárez ins Aufgebot der Nationalmannschaft berufen. In der mit einem 1:1-Unentschieden endenden Partie gegen Saudi-Arabien am 10. Oktober 2014 debütierte er mit einem Startelfeinsatz in der A-Nationalmannschaft.

## Erfolge
- U-17-Vize-Südamerikameister 2011
- U-17-Vize-Weltmeister 2011
- U-20-Vize-Weltmeister 2013
- Uruguayischer Meister 2013/14